# PSA World Tour Finals der Damen 2022/23
Die PSA World Tour Finals 2022/23 der Damen fanden vom 20. bis 25. Juni 2023 in der ägyptischen Hauptstadt Kairo statt. Die 17. Austragung des Saisonabschlussturniers war Teil der PSA World Tour der Damen 2022/23 und mit 202.500 US-Dollar dotiert. Parallel fand das Saisonabschlussturnier der Herren statt.
Vorjahressiegerin war Nour El Sherbini. Sie schied im Halbfinale gegen Nouran Gohar aus, die im anschließenden Finale Hania El Hammamy mit 10:11, 11:9, 9:11, 11:6 und 12:10 bezwang.

## Qualifikation und Modus
Die Gewinnerinnen aller Turniere der Kategorie PSA World Tour Platinum der Saison 2022/23 waren direkt qualifiziert. Alle Plätze, die durch mehrfache Titelträgerinnen übrig blieben, gingen an die nächste Spielerin in der Punkterangliste. Direkt qualifiziert war außerdem die amtierende Weltmeisterin, in diesem Jahr Nour El Sherbini. Qualifizierte Spielerinnen sind fett markiert.
| #  | Spielerin        | Punkte | Turniere | Platinum-Siege |
| -- | ---------------- | ------ | -------- | -------------- |
| 1  | Nouran Gohar     | 18.845 | 10       | 2              |
| 2  | Nour El Sherbini | 16.675 | 9        | 2              |
| 3  | Hania El Hammamy | 12.355 | 9        | 2              |
| 4  | Joelle King      | 11.395 | 14       |                |
| 5  | Nele Gilis       | 9.563  | 16       |                |
| 6  | Nour El Tayeb    | 9.180  | 12       |                |
| 7  | Amanda Sobhy 1   | 9.013  | 12       |                |
| 8  | Georgina Kennedy | 8.490  | 14       |                |
| 9  | Olivia Fiechter  | 7.103  | 14       |                |
| 10 | Salma Hany       | 6.893  | 17       |                |
| 11 | Rowan Elaraby    | 6.178  | 14       |                |
| 12 | Tesni Evans      | 5.893  | 14       |                |
| 13 | Tinne Gilis      | 5.873  | 13       |                |
| 14 | Olivia Clyne     | 5.830  | 15       |                |
| 15 | Sarah-Jane Perry | 5.538  | 14       |                |
| 16 | Sabrina Sobhy    | 5.485  | 16       |                |

 1 Amanda Sobhy sagte ihre Teilnahme verletzungsbedingt ab.
Die Vorrunde wurde in zwei Gruppen mit je vier Spielerinnen im Best-of-three-Format ausgetragen. Für einen 2:0-Sieg wurden vier Punkte, für einen 2:1-Sieg drei Punkte und für eine 1:2-Niederlage ein Punkt vergeben. Bei Punktgleichheit entschied der direkte Vergleich. Sind drei oder mehr Spielerinnen am Ende punktgleich, zählte das Verhältnis der gewonnenen Einzelpunkte. Die Gruppensiegerinnen und -zweiten zogen ins Halbfinale ein, das ebenfalls im Best-of-three-Format gespielt wurde. Das Finale wurde über drei Gewinnsätze ausgetragen. Im Rahmen des Turniers wurden erstmals Power Plays und der Sudden Death getestet. Bis zum Finale hatte jede Spielerin pro Begegnung zwei Power Plays, im Finale drei. Optierte eine Spielerin beim Schiedsrichter für ein Power Play, erhielt sie zwei Punkte, sollte sie den darauffolgenden Ballwechsel gewinnen. Der Sudden Death fand in allen Begegnungen Anwendungen: statt beim Stand von 10:10 einen Tie-Break mit Zwei-Punkte-Abstand zu spielen, endete die Partie mit dem nächsten erzielten Punkt. Dies galt jedoch nur für die ersten beiden Sätze beim Best-of-three-Format und für die ersten vier Sätze beim Best-of-five-Format.

## Preisgelder und Weltranglistenpunkte
Bei dem Turnier wurden die folgenden Preisgelder und Weltranglistenpunkte für das Erreichen der jeweiligen Runde ausgezahlt bzw. gutgeschrieben. Die Beträge sind nicht kumulativ zu verstehen. Das Gesamtpreisgeld betrug 202.500 US-Dollar.
| Runde         | Preisgeld |
| ------------- | --------- |
| Sieg          | 57.713 $  |
| Finale        | 38.475 $  |
| Halbfinale    | 24.047 $  |
| Gruppendritte | 14.428 $  |
| Gruppenvierte | 9.620 $   |

| Runde                 | Punkte   |
| --------------------- | -------- |
| Sieg                  | + 1000 1 |
| Finale                | + 550    |
| Halbfinale            | + 200    |
| Gruppenphase pro Sieg | + 150    |

 1 Blieb die Gewinnerin ungeschlagen, erhielt sie einen Bonus von zusätzlichen 150 Punkten.

## Finalrunde

### Gruppenphase

#### Gruppe A

##### Tabelle
| Pos. | Setzliste | Spielerin        | Spiele | Sätze | EP    | Punkte |
| ---- | --------- | ---------------- | ------ | ----- | ----- | ------ |
| 1    | 3         | Hania El Hammamy | 3:0    | 6:1   | 76:55 | 11     |
| 2    | 1         | Nouran Gohar     | 2:1    | 5:2   | 69:46 | 9      |
| 3    | 5         | Nele Gilis       | 1:2    | 2:5   | 49:71 | 3      |
| 4    | 8         | Olivia Fiechter  | 0:3    | 1:6   | 48:70 | 1      |

##### Ergebnisse
| Spielerin        | Spielerin        | Ergebnis           |
| ---------------- | ---------------- | ------------------ |
| Nouran Gohar     | Nele Gilis       | 11:6, 11:0         |
| Hania El Hammamy | Olivia Fiechter  | 11:6, 11:7         |
| Nouran Gohar     | Hania El Hammamy | 11:10, 10:11, 4:11 |
| Nele Gilis       | Olivia Fiechter  | 11:10, 4:11, 11:6  |
| Nouran Gohar     | Olivia Fiechter  | 11:3, 11:5         |
| Hania El Hammamy | Nele Gilis       | 11:9, 11:8         |

#### Gruppe B

##### Tabelle
| Pos. | Setzliste | Spielerin        | Spiele | Sätze | EP    | Punkte |
| ---- | --------- | ---------------- | ------ | ----- | ----- | ------ |
| 1    | 2         | Nour El Sherbini | 3:0    | 6:1   | 76:42 | 11     |
| 2    | 6         | Nour El Tayeb    | 1:2    | 4:4   | 66:80 | 6      |
| 3    | 7         | Georgina Kennedy | 1:2    | 3:5   | 65:75 | 4      |
| 4    | 4         | Joelle King      | 1:2    | 2:5   | 52:72 | 3      |

##### Ergebnisse
| Spielerin        | Spielerin        | Ergebnis           |
| ---------------- | ---------------- | ------------------ |
| Nour El Sherbini | Nour El Tayeb    | 10:11, 11:10, 11:7 |
| Joelle King      | Georgina Kennedy | 5:11, 11:8, 11:9   |
| Nour El Sherbini | Joelle King      | 11:3, 11:4         |
| Nour El Tayeb    | Georgina Kennedy | 7:11, 11:8, 8:11   |
| Nour El Sherbini | Georgina Kennedy | 11:3, 11:4         |
| Joelle King      | Nour El Tayeb    | 10:11, 8:11        |

### Halbfinale
| Spielerin        | Spielerin     | Ergebnis          |
| ---------------- | ------------- | ----------------- |
| Hania El Hammamy | Nour El Tayeb | 11:3 11:8         |
| Nour El Sherbini | Nouran Gohar  | 7:11, 11:10, 8:11 |

### Finale
| Spielerin        | Spielerin    | Ergebnis                       |
| ---------------- | ------------ | ------------------------------ |
| Hania El Hammamy | Nouran Gohar | 11:10, 9:11, 11:9, 6:11, 10:12 |